# Cratere Mohe
Mohe è un cratere sulla superficie di Marte.